# District de Dera Ghazi Khan
Pour les articles homonymes, voir Dera, Ghazi et Khan (homonymie).
Le district de Dera Ghazi Khan (en ourdou : ضِلع ڈيره غازى خان) est une subdivision administrative du sud de la province du Pendjab au Pakistan. Constitué autour de sa capitale, Dera Ghazi Khan, le district est entouré par les districts de Dera Ismail Khan et le Waziristan du Sud de la province de Khyber Pakhtunkhwa et des régions tribales au nord, les districts de Layyah, de Muzaffargarh et de Rajanpur à l'est, le district de Kashmore dans la province du Sind au sud, et enfin la province du Baloutchistan à l'ouest.
Le district est	situé dans le sud rural et peu développé de la province du Pendjab et est l'un des plus pauvres du pays. Sa population vit surtout de l'agriculture. Se trouvant au cœur de la région historique de « Derajat », sa population de près de trois millions d'habitants en 2017 parle majoritairement le saraiki et ses différents dialectes, dont le derawali.

## Histoire
La ville de Dera Ghazi Khan a été fondée au XVe siècle par Ghazi Khan Dodai, un chef tribale baloutche. Ce dernier déclarait ainsi son indépendance du Sultan de Multan, voisin. La région se voit ainsi prendre le nom de « Derajat », principalement actuellement compris dans le district de Dera Ghazi Khan et le district de Dera Ismail Khan voisin.
La région de Dera Ghazi Khan a été sous la domination de diverses puissances au cours de l'histoire, notamment l'Empire moghol, l'Empire sikh. En 1848, la région tombe sous la domination du Raj britannique. Lors de l'indépendance vis-à-vis de l'Inde en 1947, la population majoritairement musulmane soutient la création du Pakistan.

## Géographie et climat

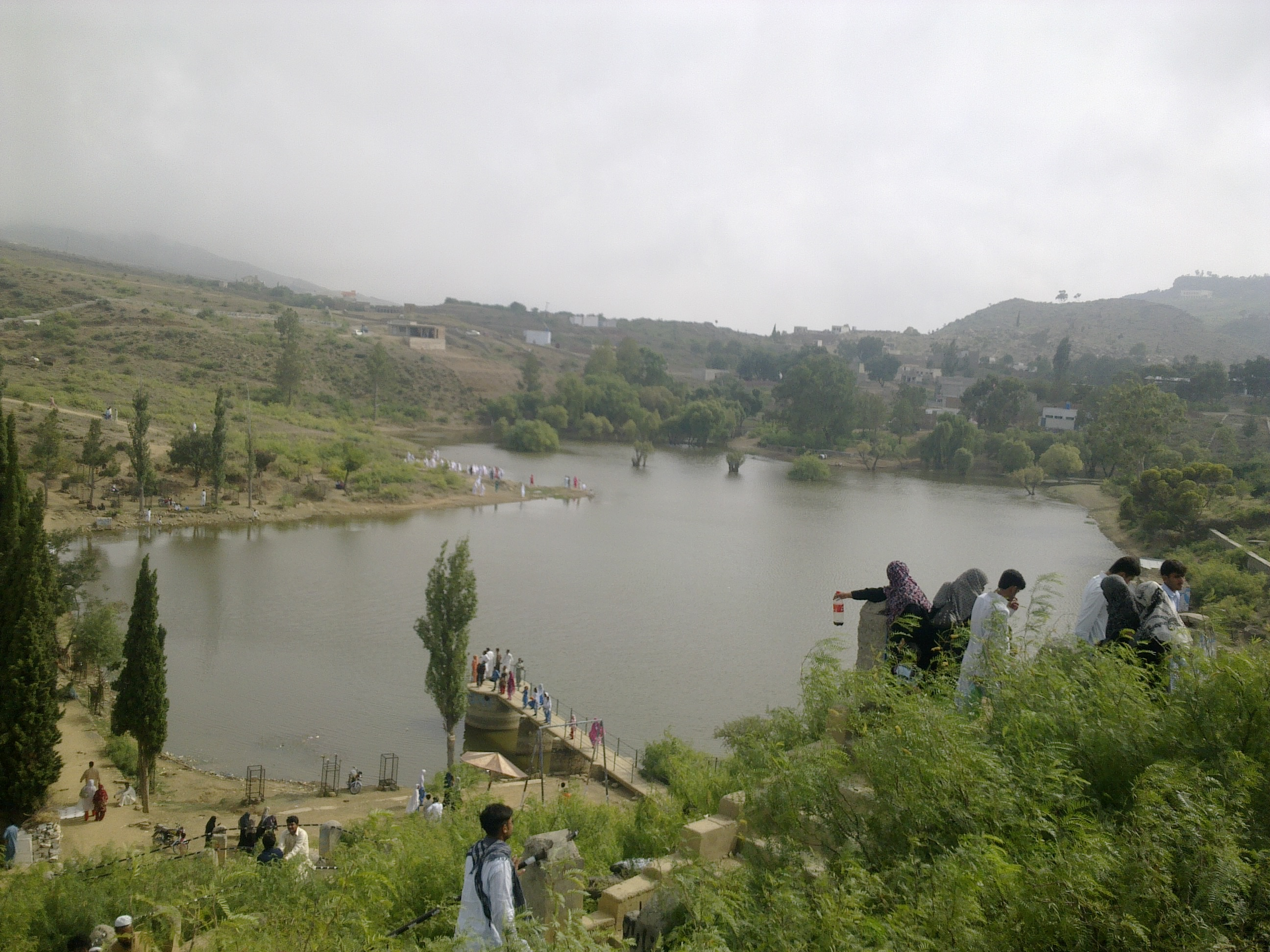
Le lac Damis, dans la région du Fort Munro.

Le district est principalement constitué de plaines, entouré par des montagnes à l'ouest, et le fleuve Indus à l'est. Le climat est chaud et humide en été, et relativement froid et sec en hiver. Toutefois, les régions montagneuses connaissent un hiver rigoureux et des chutes de neige.

## Démographie
Lors du recensement de 1998, la population du district a été évaluée à 1 643 118 personnes, dont environ 14 % d'urbains. Le taux d'alphabétisation était de 31 % environ, dont 42 pour les hommes et 18 pour les femmes.
Le recensement suivant mené en 2017 pointe une population de 2 872 201 habitants, soit une croissance annuelle de 2,98 %, largement supérieure aux moyennes provinciale et nationale de 2,13 % et 2,4 % respectivement. Le taux d'urbanisation monte lui à 19 % et l’alphabétisation grimpe à 47 %, dont 59 % pour les hommes et 34 % pour les femmes, ce qui reste la troisième pire performance de la province.
La capitale du district, Dera Ghazi Khan, compte 399 064 habitants selon le même recensement de 2017, et a été estimée à 273 341 habitants en 2009, ce qui en fait la douzième plus grande ville du Pendjab, et la quatrième du sud de cette province.
Avec 81 % des habitants en 2017, la langue la plus parlée du district est le saraiki dans ses différents dialectes, dont notamment le derawali. On trouve également une importante minorité parlant baloutchi, à hauteur de 15 %, étant donné la proximité avec la province du Baloutchistan. 
Le district est quasiment intégralement musulman, à hauteur de 99,9 % selon le recensement de 2017. On trouve de faibles minorités religieuses, soit 2 500 ahmadis, 330 chrétiens et 250 hindous.

## Administration

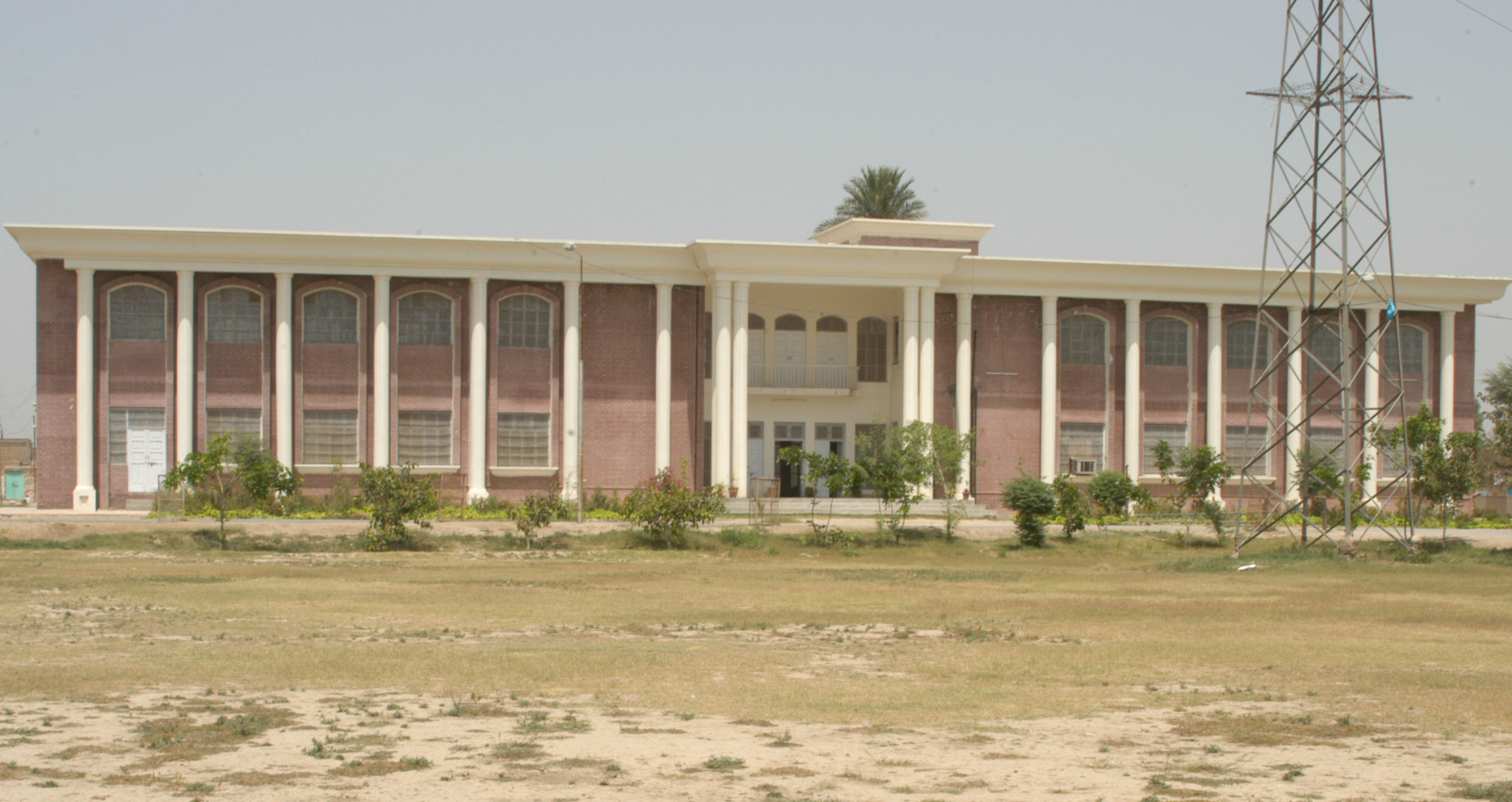
Une faculté dans la ville de Dera Ghazi Khan.

Le district est divisé en trois tehsils, Dera Ghazi Khan, Taunsa et Kot Chutta, et 60 Union Councils.
| Tehsil          | Population (rec. 2017) |
| --------------- | ---------------------- |
| Dera Ghazi Khan | 1 439 042              |
| Taunsa          | 675 756                |
| Kot Chutta      | 757 403                |

Seules trois villes dépassent les 20 000 habitants, et la plus importante est de loin la capitale Dera Ghazi Khan, qui regroupe à elle seule près de 14 % de la population totale du district. Ces deux villes regroupent quant-à elles l'ensemble de la population urbaine, selon le recensement de 2017.
| Ville           | Population (rec. 2017) |
| --------------- | ---------------------- |
| Dera Ghazi Khan | 399 064                |
| Taunsa Sharif   | 97 100                 |
| Kot Chutta      | 51 691                 |

## Économie

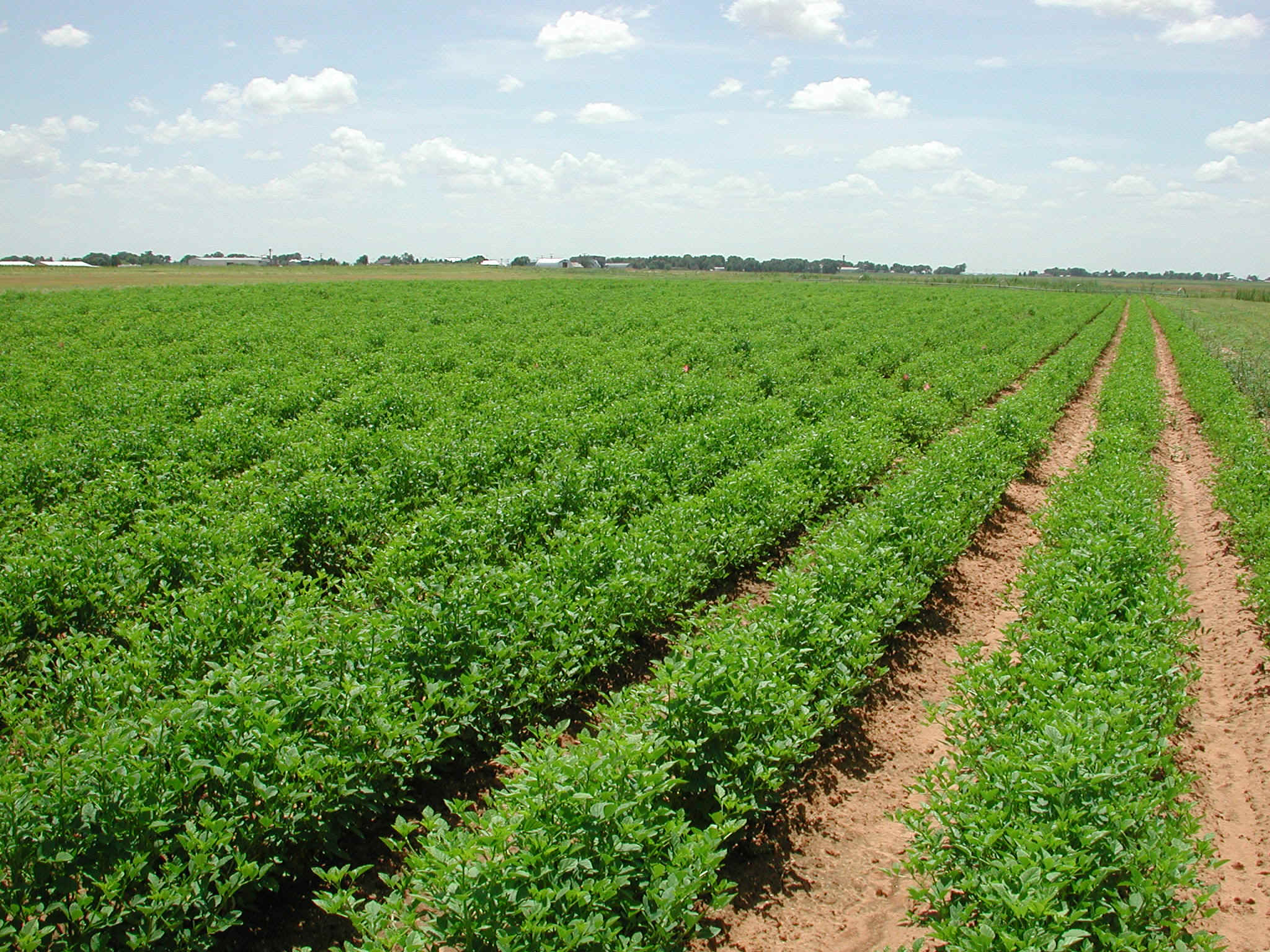
Culture dans le district.

La population du district est principalement rurale, et vit donc majoritairement de l'agriculture. On y trouve surtout des cultures de riz, de blé, de mil et de coton. Les habitants produisent également de l'huile en cultivant notamment le tournesol. On trouve aussi des fruits et légumes, notamment du citron, de la mangue, de la goyave, des patates, des tomates, etc..
Le district a également une petite industrie, principalement liée à l’agriculture (tissage et presse d'huile), mais reste l'un des plus pauvres du pays.

## Transport

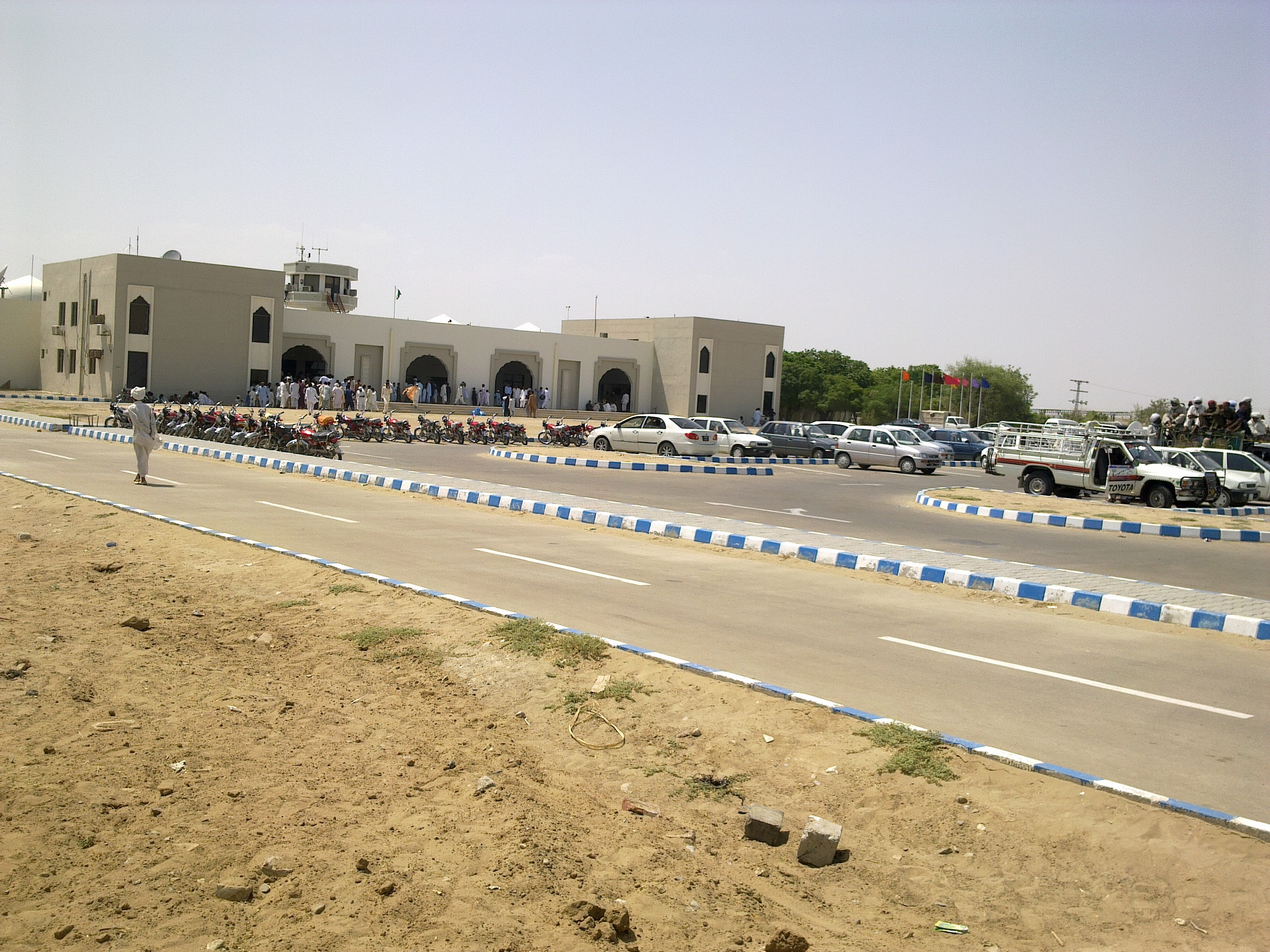
Aéroport international de Dera Ghazi Khan en 2011.

Le district est également relativement bien desservi par le réseau de transports national. Dera Ghazi Khan compte en effet une gare qui relie notamment la ville à Multan à l'est. La ville compte également un aéroport international et est le lieu de jonctions de plusieurs routes nationales.

## Politique
De 2002 à 2013, le district est représenté par les sept circonscriptions no 240 à 246 à l'Assemblée provinciale du Pendjab et les trois circonscriptions no 171 et 173 à l'Assemblée nationale. Depuis 2018, il compte a gagné une circonscription provinciale et nationale, désormais numérotée de 285 à 292 et 189 à 192
Lors des élections législatives de 2008, elles sont remportées par cinq candidats de la Ligue musulmane du Pakistan (N), quatre de la Ligue musulmane du Pakistan (Q) et un indépendant,, et durant les élections de 2013 elles sont remportées par cinq candidats indépendants, trois de la Ligue musulmane du Pakistan (N), un candidat du Parti du peuple pakistanais, et un de la Jamiat Ulema-e-Islam (F),.
Lors des élections législatives de 2018, le Mouvement du Pakistan pour la justice rafle le district, notamment sur la promesse de la création d'une province pour le sud du Pendjab, remportant dix des douze circonscriptions. Élus depuis Dera Ghazi Khan, Usman Buzdar devient le ministre en chef de la province et Zartaj Gul ministre du Changement climatique.
| Parti                                        | Voix (national) | %       | Élus nationaux | Élus provinciaux |
| -------------------------------------------- | --------------- | ------- | -------------- | ---------------- |
| Mouvement du Pakistan pour la justice        | 310 899         | 48,06 % | 3              | 7                |
| Ligue musulmane du Pakistan (N)              | 122 676         | 18,96 % | 0              | 0                |
| Parti du peuple pakistanais                  | 48 179          | 7,45 %  | 0              | 0                |
| Tehreek-e-Labbaik Pakistan                   | 17 454          | 2,70 %  | 0              | 0                |
| Muttahida Majlis-e-Amal                      | 15 160          | 2,34 %  | 0              | 0                |
| Autres partis                                | 14 806          | 2,29 %  | 0              | 0                |
| Indépendants                                 | 117 707         | 18,20 % | 1              | 1                |
| Total exprimés (participation : 52,25 %)     | 646 881         | 100 %   | 4              | 8                |
| Source : Commission électorale du Pakistan,. |                 |         |                |                  |